# 賽蒂
《賽蒂》（讀音Zay-Dee；常譯為柴伊德等），原名《后宮》（德語：Das Serail），是作曲家莫札特一部未完成的德語歌劇，作品號K. 344, 創作於1780年。創作的緣起是1778年神聖羅馬帝國皇帝約瑟夫二世要組建一個專門演唱德語歌劇的歌劇團隊。加入這個團隊的條件之一是作曲者必須創作一部喜歌劇作品。1779年，莫札特開始在薩爾茨堡創作《賽蒂》，但這並不是莫札特當時給這部作品的原名。《賽蒂》包括對話，因此歸類為歌唱劇。莫札特只創作了第一幕和第二幕中的詠嘆調和合唱，未能完成序曲和第三幕。
劇本作者是德國劇作者約翰·安德里亞斯·謝科特納（Johann Andreas Schachtner），故事發生的地點是土耳其（當時的奧托曼帝國）。莫札特在完成《賽蒂》之前，轉而開始創作《克里特王依多美尼歐》（又譯作《伊莉亞和伊達孟特》），未再能繼續《賽蒂》的創作。
《賽蒂》在莫札特生前寂寂無名，在其死後的1799年才被莫札特的遺孀康斯坦斯·莫札特重新發現。1838年，《賽蒂》的未完稿首次出版。首演於1866年1月27日在德國法蘭克福舉行，以紀念莫札特110年冥誕。此後《賽蒂》獲得了評論家的讚譽，被認為是一部傑作的基礎。其中的女高音詠嘆調“Ruhe sanft, mein holdes Leben”（安息吧，吾愛）是音樂會中的常見曲目。
莫札特研究者約翰·安東·安德雷（Johann Anton André）是這部歌劇的出版人，劇名《賽蒂》就是他的創作。作為作曲家，安德雷甚至動手把這部作品補全。 在莫札特創作《賽蒂》之前，安德雷的父親老約翰·安德雷（Johann André）就為同一部劇本創作過歌劇。
在現代演出中，莫札特的第32交響曲，作品號K. 318，經常作為《賽蒂》的序曲，因為其創作時間大概和《賽蒂》同時。第32交響曲也於意大利作曲家弗朗西斯科·比安奇的歌劇《被綁架的村姑》（La villanella rapita）中當序曲使用。莫札特的一些與《賽蒂》同時的詠嘆調通常用作為《賽蒂》的終曲，比較常用的有《埃及王塔莫斯》（K. 345/336a）中的曲目。

## 風格
《賽蒂》既不是喜歌劇，也不是嚴肅歌劇，而是包含了這兩類歌劇的特點。《賽蒂》是莫札特兩部可稱為通俗劇的歌劇作品之一（另一部是《埃及王塔莫斯》）。《賽蒂》中的很多非歌唱性的對話現已散失。現代有很多人試圖補充謝科特納的原本。

## 演出歷史
1995年，比利時布魯塞爾的皇家鑄幣局劇院（荷蘭語： Koninklijke Muntschouwburg）上演了《賽蒂》，露辛達·柴爾茲為編曲兼導演。
2006年，為紀念莫札特250年冥誕，維也納藝術節上演了《賽蒂》，導演為彼得·塞拉爾斯（Peter Sellars）。塞拉爾斯的詮釋後來也在紐約和倫敦登台。塞拉爾斯用莫札特的《埃及王塔莫斯》中的音樂把《賽蒂》補充齊全。原劇發生在鄂圖曼土耳其，主角是奧托曼蘇丹擄去的白人奴隸。而塞拉爾斯把劇情改在現代的血汗工廠，演員則改作黑人和亞洲人。伴奏為巴洛克室內樂組合科隆協奏團（Concerto Köln），指揮為路易斯·朗格里（Louis Langrée）。2008年，該劇在艾克斯－普羅旺斯音樂節（Aix-en-Provence Festival）再度上演，伴奏為薩爾茨堡室內樂團（Camerata Salzburg）。

## 角色
| 角色                         | 聲域         | 1866年1月27日首演陣容 (指揮: 佚名)       |
| ---------------------------- | ------------ | ---------------------------------------- |
| 賽蒂（Zaide）                | 女高音       | 戴納爾（Deiner）                         |
| 格瑪茲（Gomatz）             | 男高音       | 喬治·穆勒-格爾曼（Georg Müller-Gormann） |
| 阿拉希姆（Allazim）          | 男低音       | 卡爾·皮希勒（Carl Pichler）              |
| 索里曼蘇丹（Sultan Soliman） | 男高音       | 卡爾·鮑曼（Carl Baumann）                |
| 奧思敏（Osmin）              | 男低音       |                                          |
| 扎拉姆（Zaram），近衛隊領軍  | 口白，無演唱 |                                          |
| 四奴隸（Four slaves）        | 男高音       |                                          |

## 梗概
賽蒂是一名被奧托曼土耳其蘇丹索里曼擄去的白人女奴。她愛上了一名叫做格瑪茲的奴隸。索里曼發現後震怒不已，因為他暗中傾慕賽蒂。二人被抓之後，賽蒂選擇和格瑪茲一起過自由的生活，而不是蘇丹宮廷中的優裕生活。阿拉希姆希望索里曼能把格瑪茲當作一個自由人，而不是奴隸。第二幕最後的四重唱暗示賽蒂和格瑪茲都將被處以死刑。莫札特的創作到此終結。
謝科特納的劇本和法國作家伏爾泰（Voltaire）的五幕話劇《扎拉》（Zaïre，或作Zara）有很多相似之處。在《扎拉》中，基督徒奴隸扎拉愛上了耶路撒冷蘇丹奧斯曼（Osman）。但奧斯曼誤以為扎拉愛上了另一名基督徒奴隸奈勒斯坦（Nerestan）。奧斯曼在暴怒之中殺死扎拉，然後自殺。奧斯曼的另一名囚徒路西格南（Lusignan）在逃生之後，發現扎拉和奈勒斯坦是他久已失散的兒女。
《賽蒂》和《扎拉》也有不同之處。《賽蒂》的第二幕暗示，賽蒂、格瑪茲和阿拉希姆逃脫了索里曼的控制，但後來再度被抓。沒有證據表明莫札特有意讓賽蒂和格瑪茲終成眷屬。《扎拉》的結局對莫札特時代的觀眾過於凝重。這也許是莫札特未能完成《賽蒂》的原因之一。

## 知名詠嘆調
| 第一幕 - "Herr und Freund, wie dank ich dir!" – 格瑪茲 - "Ruhe sanft, mein holdes Leben" – 賽蒂 - "Nur mutig, mein Herze" – 阿拉希姆 - "O selige Wonne!" – 賽蒂、格瑪茲、阿拉希姆三重唱 - "Rase, Schicksal" – 格瑪茲 | 第二幕 - "Der stolze Löw' lässt sich zwar zähmen" – 蘇丹索里曼 - "Ich bin so bös als gut" – 蘇丹索里曼 - "Ihr Mächtigen seht ungerührt" – 阿拉希姆 - "Tiger! Wetze nur die Klauen" – 賽蒂 - "Trostlos schluchzet Philomele" – 賽蒂 - "Wer hungrig bei der Tafel sitzt" – 奧思敏 |

### 參照
1. ↑  San Francisco Symphony （页面存档备份，存于）. Retrieved 2 November 2014
2. ↑  Luke Howard. "The Singspiel and Mozart" （页面存档备份，存于）. Retrieved 2 November 2014
3. ↑  Dermoncourt, Bertrand (30 June 2008). "Le ratage Zaïde, la réussite Siegfried" （页面存档备份，存于）. L'Express

## 外部連結
- 《賽蒂》：谱子和报道（德语），《莫扎特全集》
- 《賽蒂》：国际乐谱典藏计划上的乐谱
- Libretto （页面存档备份，存于）
- Article on the background behind Zaide by Ian Page
- Articles on Zaide
- Fragments of the libretto （页面存档备份，存于）
- "Zaide": Libretto